# Statistiche del motomondiale

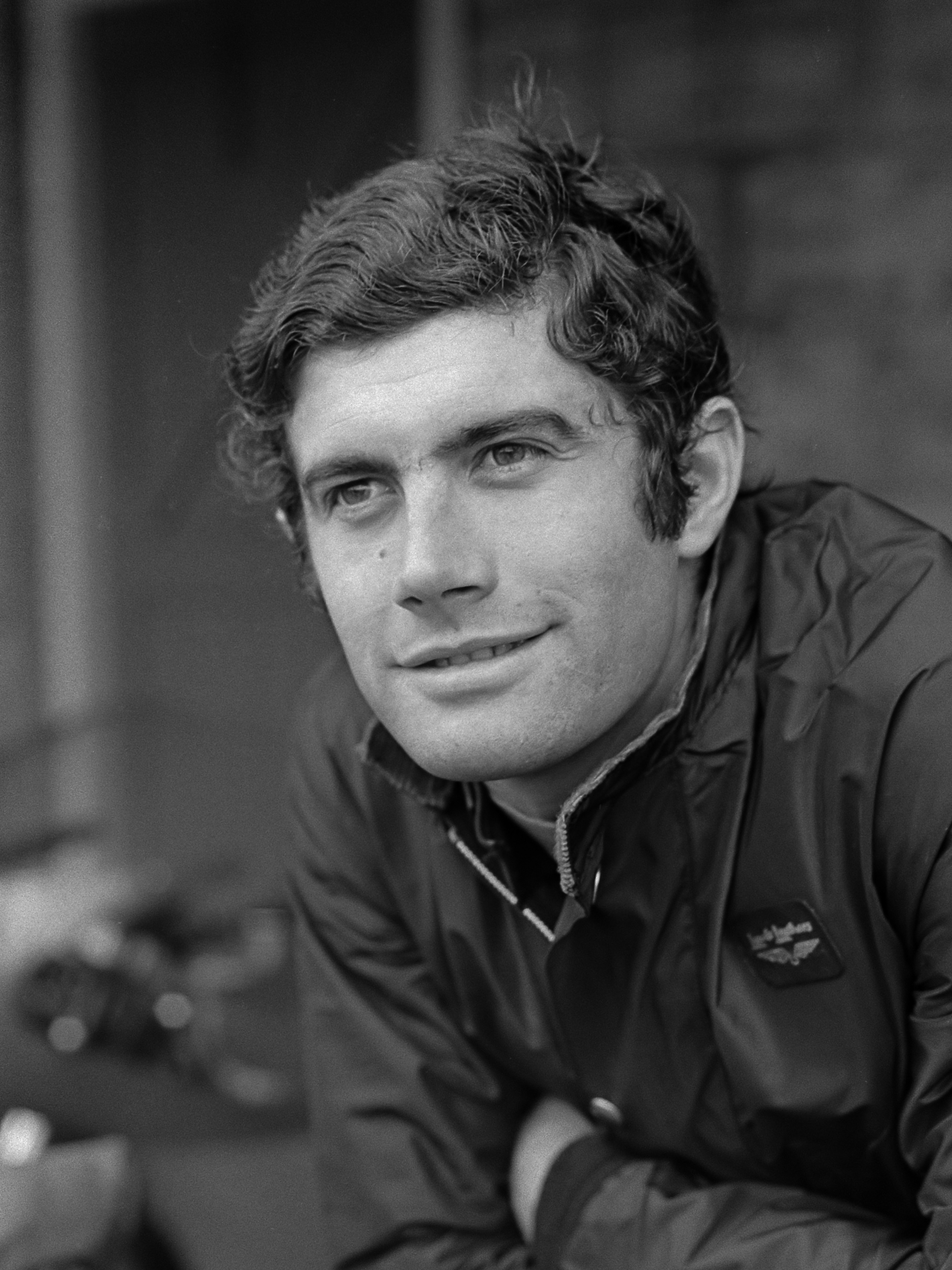
Giacomo Agostini, il pilota più titolato nella storia del motomondiale.

In questa pagina vengono riportate le statistiche inerenti al motomondiale, suddivise principalmente in due grandi macroaree: statistiche per pilota e statistiche per casa motociclistica. Tutte le statistiche vengono compilate tenendo in considerazione i dati solamente quando la stagione agonistica è terminata (pertanto i dati sono elaborati a conclusione della stagione 2024).

## Statistiche per pilota
Ogni sezione riporta i primi dieci piloti più rappresentativi di quella determinata statistica. Sono tenute in considerazione tutte le classi (vigenti e soppresse) del motomondiale dal 1949 (data della prima edizione), ad eccezione della Formula 750 e del Thunderbike Trophy (che non vengono presi in considerazione). Sono tre le classi vigenti, mentre sono sette quelle soppresse; per quel che concerne la classe sidecar sono reperibili dati solo per i vincitori di titoli mondiali e per i vincitori di gran premi e vengono presi in considerazione solo gli anni che vanno dal 1949 al 1996, in quanto dal 1997 i sidecar vengono estromessi dal motomondiale (anche se il campionato mondiale sidecar continua a svolgersi regolarmente fuori dal contesto delle gare del motomondiale).

### Vincitori di titoli mondiali
Fonte: (DE) Björn Reichert, Grand Prix Motorrad Weltmeisterschaft, su motorrad-autogrammkarten.de (archiviato dall'url originale il 10 agosto 2014).
Nella tabella sottostante vengono riportati i primi dieci piloti che hanno ottenuto più titoli iridati nel motomondiale. Nelle sette classi dove le statistiche sono consolidate e definite (quelle della classi soppresse), i piloti che hanno ottenuto più titoli sono: Ángel Nieto in classe 50 e classe 125, Jorge Martínez in classe 80, Phil Read e Max Biaggi in classe 250, Giacomo Agostini in classe 350 e classe 500 e Rolf Biland per la classe sidecar.
| Pilota           | Nazionalità | Classi soppresse | Classi soppresse | Classi soppresse | Classi soppresse | Classi soppresse | Classi soppresse | Classi soppresse | Classi vigenti | Classi vigenti | Classi vigenti | Totale |
| Pilota           | Nazionalità | Classe 50        | Classe 80        | Classe 125       | Classe 250       | Classe 350       | Classe 500       | Classe Sidecar   | Moto3          | Moto2          | MotoGP         | Totale |
| ---------------- | ----------- | ---------------- | ---------------- | ---------------- | ---------------- | ---------------- | ---------------- | ---------------- | -------------- | -------------- | -------------- | ------ |
| Giacomo Agostini | Italia      |                  |                  |                  |                  | 7                | 8                |                  |                |                |                | 15     |
| Ángel Nieto      | Spagna      | 6                |                  | 7                |                  |                  |                  |                  |                |                |                | 13     |
| Carlo Ubbiali    | Italia      |                  |                  | 6                | 3                |                  |                  |                  |                |                |                | 9      |
| Mike Hailwood    | Regno Unito |                  |                  |                  | 3                | 2                | 4                |                  |                |                |                | 9      |
| Valentino Rossi  | Italia      |                  |                  | 1                | 1                |                  | 1                |                  |                |                | 6              | 9      |
| Marc Márquez     | Spagna      |                  |                  | 1                |                  |                  |                  |                  |                | 1              | 6              | 8      |
| John Surtees     | Regno Unito |                  |                  |                  |                  | 3                | 4                |                  |                |                |                | 7      |
| Phil Read        | Regno Unito |                  |                  | 1                | 4                |                  | 2                |                  |                |                |                | 7      |
| Rolf Biland      | Svizzera    |                  |                  |                  |                  |                  |                  | 7                |                |                |                | 7      |
| Geoff Duke       | Regno Unito |                  |                  |                  |                  | 2                | 4                |                  |                |                |                | 6      |
| Jim Redman       | Rhodesia    |                  |                  |                  | 2                | 4                |                  |                  |                |                |                | 6      |
| Klaus Enders     | Germania    |                  |                  |                  |                  |                  |                  | 6                |                |                |                | 6      |

#### Vincitori di titoli mondiali per nazionalità
In questa sotto-sezione le vittorie dei titoli mondiali ottenute dai piloti vengono classificate in base alla loro nazionalità, riportando le prime dieci nazioni che hanno vinto più campionati piloti nel motomondiale. Nelle sette classi dove le statistiche sono consolidate e definite (quelle della classi soppresse), le nazioni che hanno ottenuto più titoli con i loro piloti sono: Spagna in classe 50 e classe 80, Italia in classe 125 e classe 250, Gran Bretagna in classe 350 e classe 500, Germania per la classe sidecar.
| Nazionalità | Classi soppresse | Classi soppresse | Classi soppresse | Classi soppresse | Classi soppresse | Classi soppresse | Classi soppresse | Classi vigenti | Classi vigenti | Classi vigenti | Classi vigenti | Totale |
| Nazionalità | Classe 50        | Classe 80        | Classe 125       | Classe 250       | Classe 350       | Classe 500       | Classe Sidecar   | MotoE          | Moto3          | Moto2          | MotoGP         | Totale |
| ----------- | ---------------- | ---------------- | ---------------- | ---------------- | ---------------- | ---------------- | ---------------- | -------------- | -------------- | -------------- | -------------- | ------ |
| Italia      | 2                |                  | 23               | 22               | 8                | 14               |                  | 2              | 1              | 3              | 8              | 83     |
| Spagna      | 8                | 4                | 15               | 6                |                  | 1                |                  | 3              | 8              | 7              | 11             | 63     |
| Regno Unito |                  |                  | 4                | 9                | 13               | 17               | 9                |                | 1              |                |                | 53     |
| Germania    | 4                |                  | 3                | 7                | 2                |                  | 22               |                | 1              | 1              |                | 40     |
| Svizzera    | 2                | 2                | 4                |                  |                  |                  | 10               | 1              |                |                |                | 19     |
| Stati Uniti |                  |                  |                  | 2                |                  | 14               |                  |                |                |                | 1              | 17     |
| Australia   |                  |                  | 1                | 1                | 1                | 6                |                  |                |                | 1              | 2              | 12     |
| Francia     |                  |                  | 2                | 3                |                  |                  | 1                |                |                | 2              | 1              | 9      |
| Giappone    |                  |                  | 4                | 3                | 1                |                  |                  |                |                | 1              |                | 9      |
| Rhodesia    |                  |                  |                  | 2                | 5                | 1                |                  |                |                |                |                | 8      |

### Vincitori di gran premi
Nella tabella sottostante vengono riportati i primi dieci piloti che hanno ottenuto più vittorie nei gran premi del motomondiale. Nelle sette classi dove le statistiche sono consolidate e definite (quelle della classi soppresse), i piloti che hanno ottenuto più vittorie sono: Ángel Nieto in classe 50 e classe 125, Jorge Martínez in classe 80, Anton Mang in classe 250, Giacomo Agostini in classe 350 e classe 500 e Rolf Biland per la classe sidecar.
| Pilota           | Nazionalità | Classi soppresse | Classi soppresse | Classi soppresse | Classi soppresse | Classi soppresse | Classi soppresse | Classi soppresse | Classi vigenti | Classi vigenti | Classi vigenti | Totale |
| Pilota           | Nazionalità | Classe 50        | Classe 80        | Classe 125       | Classe 250       | Classe 350       | Classe 500       | Classe Sidecar   | Moto3          | Moto2          | MotoGP         | Totale |
| ---------------- | ----------- | ---------------- | ---------------- | ---------------- | ---------------- | ---------------- | ---------------- | ---------------- | -------------- | -------------- | -------------- | ------ |
| Giacomo Agostini | Italia      |                  |                  |                  |                  | 54               | 68               |                  |                |                |                | 122    |
| Valentino Rossi  | Italia      |                  |                  | 12               | 14               |                  | 13               |                  |                |                | 76             | 115    |
| Ángel Nieto      | Spagna      | 27               | 1                | 62               |                  |                  |                  |                  |                |                |                | 90     |
| Marc Márquez     | Spagna      |                  |                  | 10               |                  |                  |                  |                  |                | 16             | 62             | 88     |
| Rolf Biland      | Svizzera    |                  |                  |                  |                  |                  |                  | 81               |                |                |                | 81     |
| Mike Hailwood    | Regno Unito |                  |                  | 2                | 21               | 16               | 37               |                  |                |                |                | 76     |
| Jorge Lorenzo    | Spagna      |                  |                  | 4                | 17               |                  |                  |                  |                |                | 47             | 68     |
| Michael Doohan   | Australia   |                  |                  |                  |                  |                  | 54               |                  |                |                |                | 54     |
| Daniel Pedrosa   | Spagna      |                  |                  | 8                | 15               |                  |                  |                  |                |                | 31             | 54     |
| Phil Read        | Regno Unito |                  |                  | 10               | 27               | 4                | 11               |                  |                |                |                | 52     |

#### Vincitori di gran premi per nazionalità
In questa sotto-sezione le vittorie dei piloti nei gran premi vengono classificate in base alla loro nazionalità, riportando le prime dieci nazioni che hanno vinto più GP nel motomondiale. Nelle sette classi dove le statistiche sono consolidate e definite (quelle della classi soppresse), le nazioni che hanno ottenuto più vittorie sono: Spagna in classe 50 e classe 80, Italia in classe 125 e classe 250, Gran Bretagna in classe 350, Stati Uniti in classe 500 e Germania per la classe sidecar.
| Nazionalità | Classi soppresse | Classi soppresse | Classi soppresse | Classi soppresse | Classi soppresse | Classi soppresse | Classi soppresse | Classi vigenti | Classi vigenti | Classi vigenti | Classi vigenti | Totale |
| Nazionalità | Classe 50        | Classe 80        | Classe 125       | Classe 250       | Classe 350       | Classe 500       | Classe Sidecar   | MotoE          | Moto3          | Moto2          | MotoGP         | Totale |
| ----------- | ---------------- | ---------------- | ---------------- | ---------------- | ---------------- | ---------------- | ---------------- | -------------- | -------------- | -------------- | -------------- | ------ |
| Italia      | 18               | 3                | 220              | 200              | 66               | 135              | 7                | 30             | 49             | 59             | 154            | 941    |
| Spagna      | 43               | 27               | 172              | 85               | 1                | 19               |                  | 13             | 120            | 111            | 177            | 758    |
| Regno Unito | 2                | 1                | 54               | 91               | 82               | 135              | 61               |                | 12             | 17             | 3              | 458    |
| Germania    | 28               | 6                | 49               | 81               | 11               | 1                | 117              | 1              | 7              | 8              |                | 309    |
| Svizzera    | 17               | 9                | 30               | 7                | 1                | 1                | 113              | 6              |                | 13             |                | 197    |
| Australia   | 3                |                  | 10               | 21               | 14               | 84               |                  |                | 6              | 7              | 44             | 189    |
| Giappone    | 6                |                  | 76               | 68               | 8                | 9                |                  |                | 7              | 11             | 3              | 188    |
| Stati Uniti |                  |                  |                  | 19               |                  | 150              |                  |                |                | 1              | 5              | 175    |
| Francia     |                  |                  | 21               | 34               | 9                | 3                | 18               | 1              | 3              | 16             | 12             | 117    |
| Paesi Bassi | 37               |                  | 11               | 1                |                  | 8                | 22               |                | 2              |                |                | 81     |

### Posizionamenti a podio
Fonte: (DE) Björn Reichert, Grand Prix Motorrad Weltmeisterschaft Rekorde, su motorrad-autogrammkarten.de (archiviato dall'url originale il 10 agosto 2014).
Nella tabella sottostante vengono riportati i primi dieci piloti che hanno ottenuto più posizionamenti a podio nel motomondiale. Nelle sei classi dove le statistiche sono consolidate e definite (quelle della classi soppresse), i piloti che sono saliti più volte nel palco di premiazione del podio sono stati: Ángel Nieto in classe 50 e classe 125, Jorge Martínez in classe 80, Anton Mang in classe 250, Giacomo Agostini in classe 350 e Michael Doohan per la classe 500. Non sono reperibili dati per la classe sidecar.
| Pilota           | Nazionalità | Classi soppresse | Classi soppresse | Classi soppresse | Classi soppresse | Classi soppresse | Classi soppresse | Classi vigenti | Classi vigenti | Classi vigenti | Totale |
| Pilota           | Nazionalità | Classe 50        | Classe 80        | Classe 125       | Classe 250       | Classe 350       | Classe 500       | Moto3          | Moto2          | MotoGP         | Totale |
| ---------------- | ----------- | ---------------- | ---------------- | ---------------- | ---------------- | ---------------- | ---------------- | -------------- | -------------- | -------------- | ------ |
| Valentino Rossi  | Italia      |                  |                  | 15               | 21               |                  | 23               |                |                | 176            | 235    |
| Giacomo Agostini | Italia      |                  |                  |                  |                  | 71               | 88               |                |                |                | 159    |
| Daniel Pedrosa   | Spagna      |                  |                  | 17               | 24               |                  |                  |                |                | 112            | 153    |
| Jorge Lorenzo    | Spagna      |                  |                  | 9                | 29               |                  |                  |                |                | 114            | 152    |
| Marc Márquez     | Spagna      |                  |                  | 14               |                  |                  |                  |                | 25             | 111            | 150    |
| Ángel Nieto      | Spagna      | 52               | 2                | 85               |                  |                  |                  |                |                |                | 139    |
| Phil Read        | Regno Unito |                  |                  | 21               | 50               | 16               | 34               |                |                |                | 121    |
| Mike Hailwood    | Regno Unito |                  |                  | 6                | 32               | 26               | 48               |                |                |                | 112    |
| Max Biaggi       | Italia      |                  |                  |                  | 53               |                  | 28               |                |                | 30             | 111    |
| Andrea Dovizioso | Italia      |                  |                  | 15               | 26               |                  |                  |                |                | 62             | 103    |

### Qualificazione in pole position
Fonte: (EN) Riders All Time in All Classes (PDF), su motogp.com, Dorna Sports S.L., 23 novembre 2020.
Nella tabella sottostante vengono riportati i primi dieci piloti che hanno ottenuto più qualificazioni in pole position nel motomondiale, i dati presenti sono elaborati a partire dalla stagione 1974. Stante l'irreperibilità di informazioni prima della stagione 1974, risulta impossibile avere dei dati consolidati e definiti.
| Pilota          | Nazionalità | Classi soppresse | Classi soppresse | Classi soppresse | Classi soppresse | Classi soppresse | Classi soppresse | Classi vigenti | Classi vigenti | Classi vigenti | Totale |
| Pilota          | Nazionalità | Classe 50        | Classe 80        | Classe 125       | Classe 250       | Classe 350       | Classe 500       | Moto3          | Moto2          | MotoGP         | Totale |
| --------------- | ----------- | ---------------- | ---------------- | ---------------- | ---------------- | ---------------- | ---------------- | -------------- | -------------- | -------------- | ------ |
| Marc Márquez    | Spagna      |                  |                  | 14               |                  |                  |                  |                | 14             | 66             | 94     |
| Jorge Lorenzo   | Spagna      |                  |                  | 3                | 23               |                  |                  |                |                | 43             | 69     |
| Valentino Rossi | Italia      |                  |                  | 5                | 5                |                  | 4                |                |                | 51             | 65     |
| Michael Doohan  | Australia   |                  |                  |                  |                  |                  | 58               |                |                |                | 58     |
| Max Biaggi      | Italia      |                  |                  |                  | 33               |                  | 15               |                |                | 8              | 56     |
| Daniel Pedrosa  | Spagna      |                  |                  | 9                | 9                |                  |                  |                |                | 31             | 49     |
| Casey Stoner    | Australia   |                  |                  | 2                | 2                |                  |                  |                |                | 39             | 43     |
| Jorge Martínez  | Spagna      |                  | 23               | 19               |                  |                  |                  |                |                |                | 42     |
| Loris Capirossi | Italia      |                  |                  | 5                | 23               |                  | 5                |                |                | 8              | 41     |
| Jorge Martin    | Spagna      |                  |                  |                  |                  |                  |                  | 20             | 1              | 20             | 41     |

### Realizzazione del giro veloce in gara
Fonte: (EN) Riders All Time in All Classes (PDF), su motogp.com, Dorna Sports S.L., 23 novembre 2020.
Nella tabella sottostante vengono riportati i primi dieci piloti che hanno realizzato più giri veloci nel motomondiale. Nelle sei classi dove le statistiche sono consolidate e definite (quelle della classi soppresse), i piloti che hanno ottenuto più giri veloci sono stati: Ángel Nieto in classe 50 e classe 125, Jorge Martínez in classe 80, Max Biaggi in classe 250, Giacomo Agostini in classe 350 e classe 500. Non sono reperibili dati per la classe sidecar.
| Pilota           | Nazionalità | Classi soppresse | Classi soppresse | Classi soppresse | Classi soppresse | Classi soppresse | Classi soppresse | Classi vigenti | Classi vigenti | Classi vigenti | Totale |
| Pilota           | Nazionalità | Classe 50        | Classe 80        | Classe 125       | Classe 250       | Classe 350       | Classe 500       | Moto3          | Moto2          | MotoGP         | Totale |
| ---------------- | ----------- | ---------------- | ---------------- | ---------------- | ---------------- | ---------------- | ---------------- | -------------- | -------------- | -------------- | ------ |
| Giacomo Agostini | Italia      |                  |                  |                  |                  | 48               | 69               |                |                |                | 117    |
| Valentino Rossi  | Italia      |                  |                  | 9                | 11               |                  | 15               |                |                | 61             | 96     |
| Ángel Nieto      | Spagna      | 18               |                  | 63               |                  |                  |                  |                |                |                | 81     |
| Mike Hailwood    | Regno Unito |                  |                  | 2                | 22               | 18               | 37               |                |                |                | 79     |
| Marc Márquez     | Spagna      |                  |                  | 9                |                  |                  |                  |                | 7              | 63             | 79     |
| Daniel Pedrosa   | Spagna      |                  |                  | 5                | 15               |                  |                  |                |                | 44             | 64     |
| Michael Doohan   | Australia   |                  |                  |                  |                  |                  | 46               |                |                |                | 46     |
| Max Biaggi       | Italia      |                  |                  |                  | 28               |                  | 8                |                |                | 6              | 42     |
| Jorge Lorenzo    | Spagna      |                  |                  | 3                | 4                |                  |                  |                |                | 30             | 37     |
| Phil Read        | Regno Unito |                  |                  | 4                | 26               | 3                | 3                |                |                |                | 36     |

## Statistiche per casa motociclistica
Ogni sezione riporta le prime dieci case motociclistiche più rappresentative di quella determinata statistica. Sono tenute in considerazione tutte le classi (vigenti e soppresse) del motomondiale dal 1949 (data della prima edizione), ad eccezione della Formula 750, del Thunderbike Trophy (che non vengono presi in considerazione) e della classe sidecar (non sono reperibili informazioni). Sono tre le classi vigenti, mentre sono sei quelle soppresse.

### Vincitrici di titoli mondiali costruttori
Fonte:  Campionato Del Mondo Costruttori, su motogp.com, Dorna Sports S.L.. URL consultato il 23 ottobre 2022.
Nella tabella sottostante vengono riportate le prime dieci case motociclistiche che hanno vinto più titoli mondiali nella specifica classifica riservata ai costruttori. Nelle sei classi dove le statistiche sono consolidate e definite (quelle della classi soppresse), le case motociclistiche che hanno ottenuto più titoli mondiali costruttori sono state: Suzuki e Kreidler in classe 50, Derbi in classe 80, Honda in classe 125 e classe 250, MV Agusta in classe 350 e classe 500.
| Costruttore | Nazionalità | Classi soppresse | Classi soppresse | Classi soppresse | Classi soppresse | Classi soppresse | Classi soppresse | Classi vigenti | Classi vigenti | Classi vigenti | Totale |
| Costruttore | Nazionalità | Classe 50        | Classe 80        | Classe 125       | Classe 250       | Classe 350       | Classe 500       | Moto3          | Moto2          | MotoGP         | Totale |
| ----------- | ----------- | ---------------- | ---------------- | ---------------- | ---------------- | ---------------- | ---------------- | -------------- | -------------- | -------------- | ------ |
| Honda       | Giappone    | 2                |                  | 15               | 19               | 6                | 13               | 5              |                | 12             | 72     |
| MV Agusta   | Italia      |                  |                  | 7                | 5                | 9                | 16               |                |                |                | 37     |
| Yamaha      | Giappone    |                  |                  | 4                | 14               | 5                | 9                |                |                | 5              | 37     |
| Aprilia     | Italia      |                  |                  | 10               | 9                |                  |                  |                |                |                | 19     |
| Suzuki      | Giappone    | 5                |                  | 3                |                  |                  | 7                |                |                |                | 15     |
| Kalex       | Germania    |                  |                  |                  |                  |                  |                  |                | 12             |                | 12     |
| Derbi       | Spagna      | 2                | 3                | 4                |                  |                  |                  |                |                |                | 9      |
| Kawasaki    | Giappone    |                  |                  | 1                | 4                | 4                |                  |                |                |                | 9      |
| Moto Guzzi  | Italia      |                  |                  |                  | 3                | 4                |                  |                |                |                | 7      |
| KTM         | Austria     |                  |                  | 1                |                  |                  |                  | 6              |                |                | 7      |

### Vincitrici di titoli mondiali piloti
Fonte: (EN) Rider Championship, su motogp.com, Dorna Sports S.L. (archiviato dall'url originale l'11 agosto 2014).
Nella tabella sottostante vengono riportate le prime dieci case motociclistiche che hanno vinto più titoli mondiali nella specifica classifica riservata ai piloti. Nelle sei classi dove le statistiche sono consolidate e definite (quelle della classi soppresse), le case motociclistiche che hanno ottenuto più titoli mondiali piloti sono state: Suzuki in classe 50, Derbi in classe 80, Honda in classe 125 e classe 250, MV Agusta in classe 350 e classe 500.
| Costruttore | Nazionalità | Classi soppresse | Classi soppresse | Classi soppresse | Classi soppresse | Classi soppresse | Classi soppresse | Classi vigenti | Classi vigenti | Classi vigenti | Totale |
| Costruttore | Nazionalità | Classe 50        | Classe 80        | Classe 125       | Classe 250       | Classe 350       | Classe 500       | Moto3          | Moto2          | MotoGP         | Totale |
| ----------- | ----------- | ---------------- | ---------------- | ---------------- | ---------------- | ---------------- | ---------------- | -------------- | -------------- | -------------- | ------ |
| Honda       | Giappone    | 1                |                  | 13               | 16               | 6                | 11               | 6              |                | 10             | 63     |
| Yamaha      | Giappone    |                  |                  | 4                | 14               | 3                | 10               |                |                | 8              | 39     |
| MV Agusta   | Italia      |                  |                  | 6                | 4                | 10               | 18               |                |                |                | 38     |
| Aprilia     | Italia      |                  |                  | 10               | 9                |                  |                  |                |                |                | 19     |
| Suzuki      | Giappone    | 6                |                  | 3                |                  |                  | 6                |                |                | 1              | 16     |
| Derbi       | Spagna      | 3                | 4                | 5                |                  |                  |                  |                |                |                | 12     |
| Kalex       | Germania    |                  |                  |                  |                  |                  |                  |                | 12             |                | 12     |
| Kawasaki    | Giappone    |                  |                  | 1                | 4                | 4                |                  |                |                |                | 9      |
| Gilera      | Italia      |                  |                  | 1                | 1                |                  | 6                |                |                |                | 8      |
| Moto Guzzi  | Italia      |                  |                  |                  | 3                | 5                |                  |                |                |                | 8      |

### Vincitrici di gran premi
Fonte: (EN) Riders GP Winners, su motogp.com, Dorna Sports S.L. (archiviato dall'url originale l'11 agosto 2014).
Nella tabella sottostante vengono riportate le prime dieci case motociclistiche che hanno ottenuto più vittorie nei gran premi del motomondiale. Nelle sei classi dove le statistiche sono consolidate e definite (quelle della classi soppresse), le case motociclistiche che hanno ottenuto più vittorie nei gran premi sono state: Kreidler in classe 50, Derbi in classe 80, Honda in classe 125, classe 250 e classe 500, MV Agusta in classe 350.
| Costruttore | Nazionalità | Classi soppresse | Classi soppresse | Classi soppresse | Classi soppresse | Classi soppresse | Classi soppresse | Classi vigenti | Classi vigenti | Classi vigenti | Totale |
| Costruttore | Nazionalità | Classe 50        | Classe 80        | Classe 125       | Classe 250       | Classe 350       | Classe 500       | Moto3          | Moto2          | MotoGP         | Totale |
| ----------- | ----------- | ---------------- | ---------------- | ---------------- | ---------------- | ---------------- | ---------------- | -------------- | -------------- | -------------- | ------ |
| Honda       | Giappone    | 13               |                  | 164              | 207              | 35               | 156              | 90             |                | 157            | 822    |
| Yamaha      | Giappone    |                  |                  | 47               | 163              | 62               | 120              |                |                | 125            | 517    |
| Aprilia     | Italia      |                  |                  | 151              | 143              |                  |                  |                |                | 4              | 298    |
| MV Agusta   | Italia      |                  |                  | 34               | 26               | 75               | 139              |                |                |                | 274    |
| Kalex       | Germania    |                  |                  |                  |                  |                  |                  |                | 186            |                | 186    |
| Suzuki      | Giappone    | 30               |                  | 35               |                  |                  | 89               |                |                | 8              | 162    |
| KTM         | Austria     |                  |                  | 13               | 9                |                  |                  | 92             | 14             | 7              | 135    |
| Ducati      | Italia      |                  |                  | 4                |                  |                  |                  |                |                | 106            | 110    |
| Derbi       | Spagna      | 17               | 25               | 64               | 1                |                  |                  |                |                |                | 107    |
| Kawasaki    | Giappone    |                  |                  | 10               | 45               | 28               | 2                |                |                |                | 85     |